# Citizen Kane
Citizen Kane (en España y la mayor parte de Hispanoamérica, Ciudadano Kane; en Argentina y en Uruguay, El ciudadano; en México, El ciudadano Kane) es una película dramática estadounidense de 1941, dirigida, producida y protagonizada por Orson Welles; escrita por este y Herman J. Mankiewicz. Es considerada como una de las obras maestras de toda la historia del cine, siendo particularmente alabada por su innovación en la música, la fotografía y la estructura narrativa. Fue estrenada por RKO Pictures.
Citizen Kane, que fue la ópera prima de Welles, ganó un Óscar al mejor guion original para Herman J. Mankiewicz y el propio Welles. Ese sería el único Óscar conseguido por Welles en toda su carrera, a excepción del honorífico de 1970. También estuvo entre las candidatas al Óscar en otras ocho categorías: mejor película, mejor director, mejor actor principal, mejor dirección artística, mejor fotografía, mejor banda sonora, mejor sonido y mejor montaje. 
La historia examina la vida y el legado de Charles Foster Kane, un personaje interpretado por Welles y basado en el magnate de la prensa William Randolph Hearst, así como en el propio Orson Welles. En el tiempo de su estreno, Hearst prohibió mencionar la película en sus periódicos. La carrera de Kane en la industria editorial nace del idealismo y del servicio social, pero evoluciona gradualmente en una implacable búsqueda de poder. Narrada principalmente por medio de flashbacks, la historia se cuenta a través de la investigación de un periodista que quiere conocer el sentido de la última palabra que dijo el magnate antes de morir, Rosebud.
Tras el éxito de Welles en el teatro con la compañía Mercury Theatre y su controvertida emisión radiofónica de La guerra de los mundos en 1938, Hollywood acudió a él. Firmó un contrato con RKO Pictures en 1939. Le dieron libertad para desarrollar su propia historia y usar su propio reparto y equipo de rodaje, algo poco frecuente para un director novel. Después de dos intentos frustrados de concretar un proyecto, desarrolló el guion de Citizen Kane con Herman Mankiewicz.
Un éxito entre la crítica, Citizen Kane fracasó en recuperar su costo en la taquilla. La película cayó en el olvido poco después, pero su reputación mejoró, primero, con la crítica francesa y, sobre todo, después de su reestreno estadounidense en 1956. Hay un cierto consenso entre la crítica de que se trata de la mejor película que se ha rodado, lo que ha llevado a Roger Ebert a decir: «Está decidido: Citizen Kane es, oficialmente, la mejor película de la historia». Encabezó la lista AFI's 100 años... 100 películas, elaborada en 1998, y su actualización del año 2007 con motivo del décimo aniversario. También lideró todas las votaciones de la revista Sight & Sound de las diez mejores películas durante casi medio siglo.

## Argumento

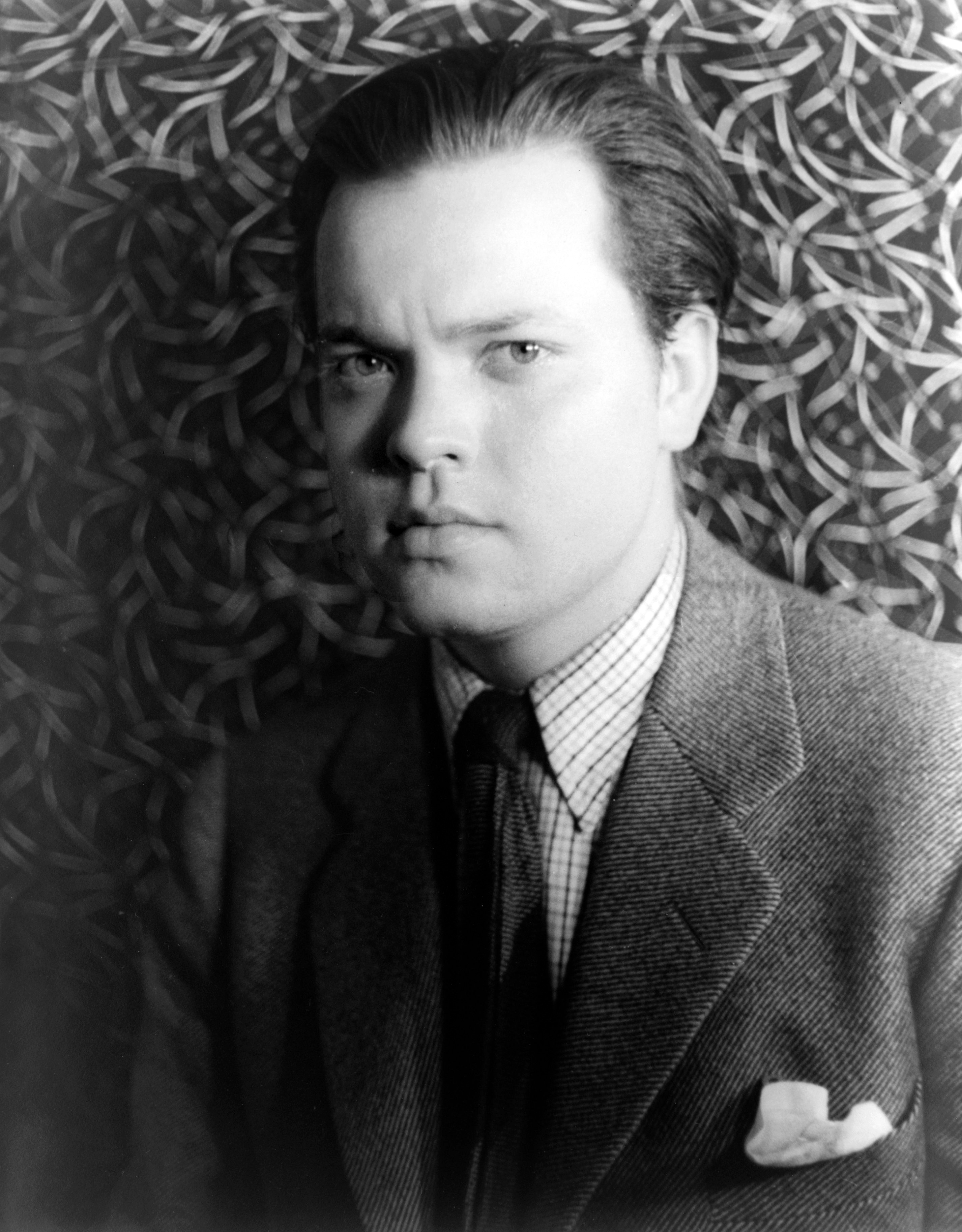
Orson Welles, quien interpretó a Charles Foster Kane, fotografiado por Carl van Vechten en 1937, tres años antes del rodaje de Citizen Kane.

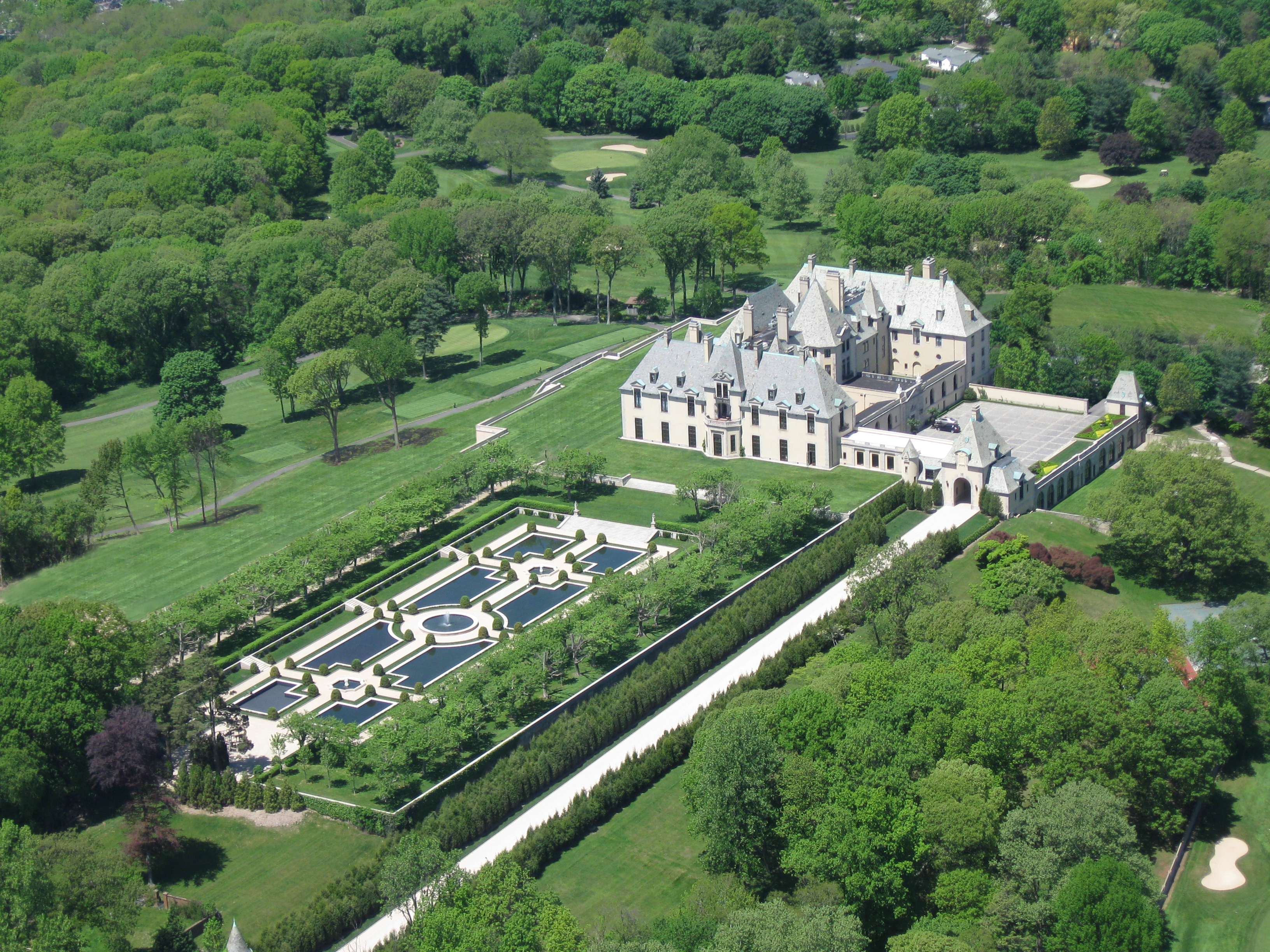
Fotografías de Otto Hermann Kahns Castillo Oheka para retratar al ficticio Xanadú.

Charles Foster Kane (Orson Welles) es un magnate de la prensa estadounidense enormemente rico que ha estado viviendo solo en Florida en su suntuosa finca Xanadú durante los últimos años de su vida. Muere en la cama pronunciando la palabra «Rosebud...» mientras una bola de nieve cae de sus manos y se hace añicos. La muerte de Kane es noticia en todo el mundo. El periodista Jerry Thompson (William Alland) investiga sobre su vida privada con el objetivo de descubrir qué significaba su última palabra al morir y entrevista a amigos, compañeros y parejas del magnate. Es así como se va desarrollando la historia a través de los recuerdos de los entrevistados. Thompson visita a la segunda mujer de Kane, Susan Alexander (Dorothy Comingore), ahora una alcohólica que tiene su propio cabaret, pero que rechaza contarle nada. Thompson acude entonces al archivo privado de Walter Parks Thatcher (George Coulouris), un difunto banquero que fue el tutor de Kane durante su infancia y adolescencia. A través de las memorias de Thatcher, Thompson conoce la infancia de Kane. Thompson también entrevista a otras personas cercanas al magnate.
Los flashbacks revelan que Kane pasó su niñez en la pobreza en Colorado hasta que se descubrió la «tercera mina de oro más grande del mundo» en una propiedad aparentemente sin valor que su madre había recibido como parte de pago de un pasajero que se había alojado en su posada. La madre de Kane (Agnes Moorehead) envía a su hijo a la costa este de Estados Unidos a vivir con Thatcher y ser educado allí. Después de obtener el control total de sus posesiones con 25 años, Kane entra en el negocio de la prensa a través de un periódico sensacionalista. Se casa con Emily Monroe Norton, sobrina del presidente, mientras comienza su campaña para gobernador del estado de Nueva York.
Ese matrimonio se disuelve con los años y empieza una aventura amorosa con Susan Alexander. Su esposa y su rival en la política descubren la infidelidad, lo que da al traste con su matrimonio y su carrera política. Kane se casa con su amante y la obliga a ejercer como cantante de ópera, una carrera para la que ella no tiene talento ni ambición. Kane finalmente le permite abandonar su carrera como cantante después de que ella intentase suicidarse. Después de un periodo de aburrimiento y aislamiento en Xanadú, Susan decide dejar a su marido.
Kane pasa sus últimos años construyendo su vasta finca, en la que vive solo con el personal. El mayordomo cuenta que Kane había dicho «Rosebud» después de que Susan lo dejase, justo después de ver una bola de nieve.
De vuelta al presente, en Xanadú, el gran número de pertenencias y posesiones de Kane está siendo catalogado, desde carísimas obras de arte hasta muebles sin valor. Es entonces cuando Thompson admite que es incapaz de resolver el misterio y concluye que Rosebud será siempre un enigma. Especula diciendo: «El señor Kane fue un hombre que tuvo todo cuanto quiso, y que lo perdió. Tal vez Rosebud fue algo que no pudo conseguir o algo que perdió». Al final de la película, se revela que Rosebud es el nombre del trineo que Kane tuvo cuando era un niño. El trineo, junto con los trastos de la casa, es quemado y destrozado en un horno por el personal que abandona ya Xanadú.

## Reparto y personajes

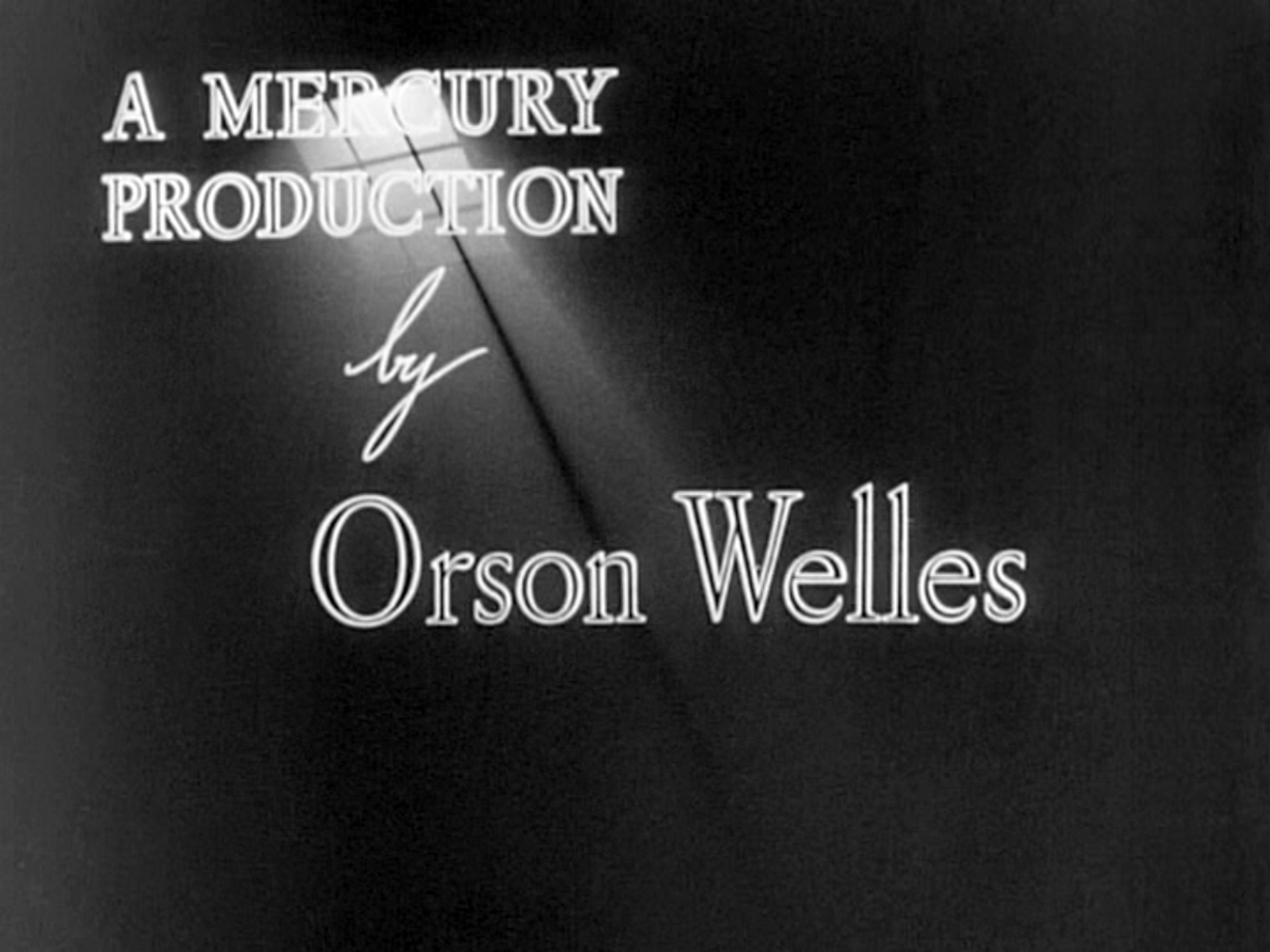
Captura de pantalla de los créditos de apertura de Citizen Kane, en los que se puede leer, traducido del inglés al español: «Una producción de Mercury, por Orson Welles». Muchos de los actores de la película provenían del Mercury Theatre.

En los créditos finales de la película se puede leer «La mayoría de los actores principales son nuevos en el cine. Mercury Theatre se enorgullece de presentarlos». Welles, junto con su compañero John Houseman, los había reunido en un grupo conocido como los Mercury Players para actuar en sus producciones en el Mercury Theatre en 1937. Después de aceptar su contrato con Hollywood en 1939, Welles trabajaba entre Los Ángeles y Nueva York, donde el Mercury Theatre continuaba con sus emisiones radiofónicas semanales de The Campbell Playhouse. Welles quiso que todos los integrantes de los Mercury Players debutasen en su primera película, pero la cancelación de la adaptación de El corazón de las tinieblas en diciembre de 1939 supuso una crisis financiera para el grupo y algunos de los actores buscaron otros trabajos. Esto causó discrepancias entre Welles y Houseman, y su asociación terminó.
Los ejecutivos de RKO Pictures no veían con buenos ojos que tantos papeles importantes recayeran en desconocidos, pero el contrato de Welles les impedía objetar nada. William Alland, Agnes Moorehead, Everett Sloane, Ruth Warrick y el propio Welles fueron los actores que debutaron en el filme, así como Alan Ladd quien, aun no apareciendo en los créditos, interpreta a uno de los periodistas del periódico. En cuanto a Joseph Cotten, también del Mercury Theatre, su carrera anterior se reducía tan solo a dos cortometrajes.

### Personajes principales
- Charles Foster Kane (Orson Welles): el personaje que da título al filme, un acaudalado y megalómano magnate de la prensa en torno al cual gira la película. Buddy Swan interpretó al joven Kane.
- Bernstein (Everett Sloane): amigo de Kane y empleado que permanece fiel a él hasta el final. Según RKO Pictures, Sloane cobró $2400 por afeitarse la cabeza.[6]
- Jim W. Gettys (Ray Collins): rival en la política de Kane y gobernador de Nueva York. Kane es el favorito en la campaña hasta que Gettys revela la relación de este con Susan Alexander, lo que lo lleva a la derrota.
- Charles Foster Kane III (Sonny Bupp): el hijo de Kane, quien muere junto a su madre en un accidente de tráfico. Bupp fue el último superviviente del reparto principal hasta que murió en 2007.[13]
- Jim Kane (Harry Shannon): el padre de Kane.
- Mary Kane (Agnes Moorehead): la madre de Kane.

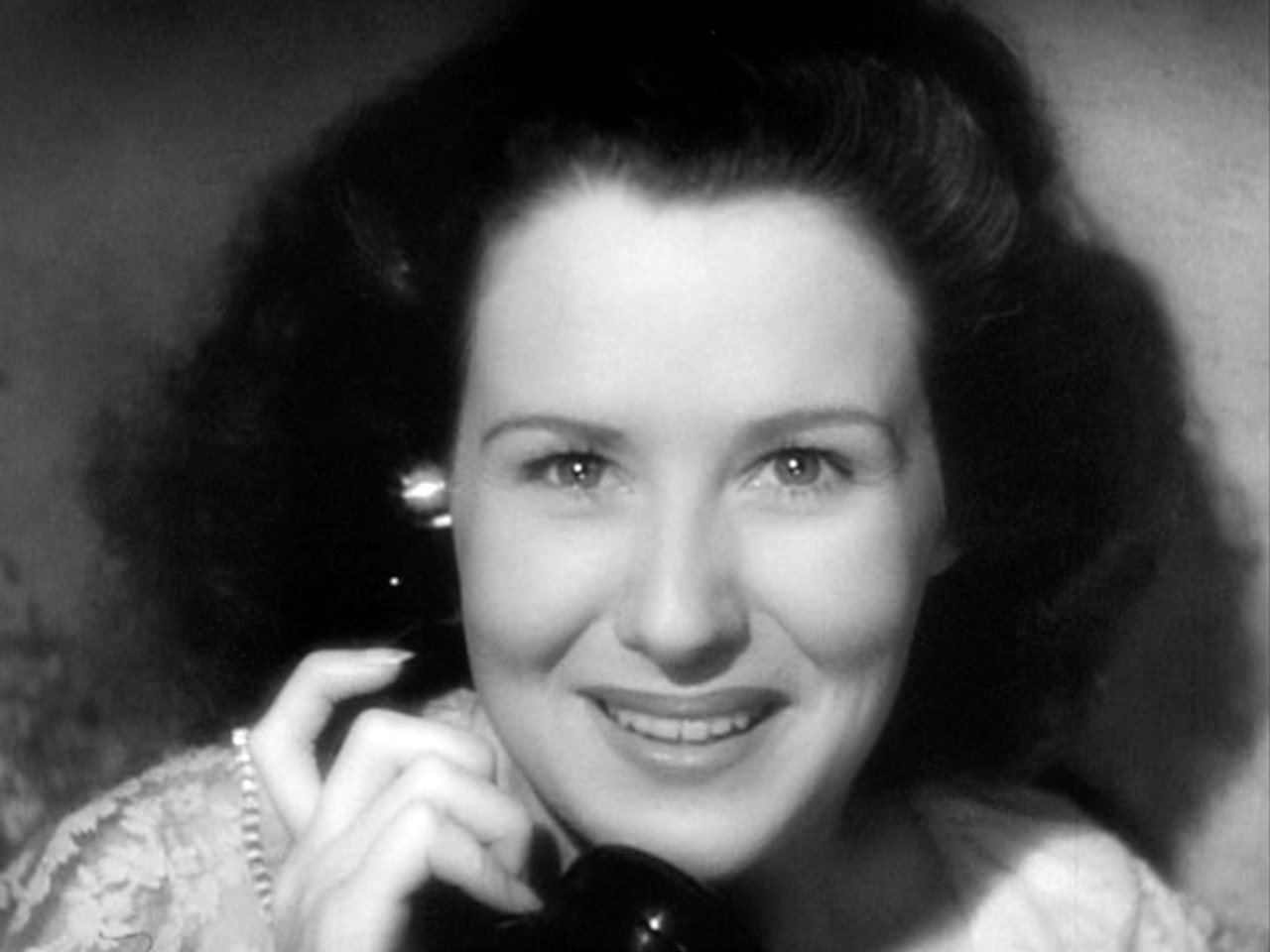
La actriz Ruth Warrick interpreta a la primera mujer de Kane, Emily Monroe Norton Kane.

- Susan Alexander Kane (Dorothy Comingore): la amante de Kane, quien más tarde se convierte en su segunda mujer.
- Jedediah Leland (Joseph Cotten): mejor amigo de Kane y el primer periodista en el periódico de Kane. Leland continúa trabajando para Kane conforme su imperio crece, aunque con los años se distancian. Kane despide a Leland después de que él escribiera una mala crítica del debut operístico de Susan Alexander.
- Emily Monroe Norton Kane (Ruth Warrick): primera mujer de Kane y sobrina del presidente de Estados Unidos. Deja a su marido después de descubrir su aventura con Susan Alexander. Fallece en un accidente de coche con su único hijo unos pocos años después de la separación.
- Raymond (Paul Stewart): el cínico mayordomo de Kane que trabaja para él en sus últimos años. Stewart descubrió a Welles cuando era productor de radio.[14]
- Walter Parks Thatcher (George Coulouris): un banquero mezquino que se convierte en el tutor de Kane.
- Jerry Thompson (William Alland): el periodista a cargo de la búsqueda de la última palabra de Kane, "Rosebud". Es un personaje que el espectador solo ve en las sombras o dando la espalda a la cámara.

### Personajes secundarios
- Bertha Anderson (Georgia Backus): encargada de la biblioteca de Walter Parks Thatcher.
- Herbert Carter (Erskine Sanford): editor del Inquirer.
- John (Gus Schilling): maître del club de Atlantic City.
- Signor Matisti (Fortunio Bonanova): profesor de canto de Susan Alexander.
- Rawlston (Philip Van Zandt): productor de News on the March.

### Doblaje
Con respecto al doblaje en español, para Citizen Kane se realizaron dos versiones diferentes. Para España, se llevó a cabo un doblaje que se grabó en Madrid, con José María Cordero poniéndole voz a Charles Foster Kane. El mismo Orson Welles, impresionado por el trabajo, le dijo al director de doblaje, Salvador Arias, «Lo que han hecho ustedes aquí en media hora es lo que hago yo en toda la mañana». A lo cual Salvador Arias le contestó: «Claro, pero ustedes tienen dólares y nosotros pesetas». Durante el proceso de doblaje, se produjo un contratiempo, ya que el negativo donde venía la música estaba defectuoso y al mezclarse con la voz, la música se oía mal. Es por ello que se aprovecharon las cuatro copias de la película que llegaron al estudio de doblaje para extraer fragmentos de la banda sonora de las partes donde no había diálogo y, de este modo, recomponerla. Orson Welles quedó tan satisfecho con el resultado que solicitó que en la versión española de la película se incluyera a Salvador Arias en los créditos. Para Hispanoamérica, se realizó un doblaje en Puerto Rico, con Manuel Pérez Durán en el papel de Kane.

## Producción

### Desarrollo
La fama que alcanzó Orson Welles después de su emisión de La guerra de los mundos hizo que Hollywood se interesase en él. El estudio RKO Pictures, presidido en aquel entonces por George J. Schaefer, le ofreció un inusual contrato. Welles hizo un trato con Schaefer el 21 de julio de 1939 para producir, dirigir, escribir y actuar en dos largometrajes. El estudio tenía que aprobar la historia y el presupuesto si este excedía los $ 500 000. Welles tenía permiso para desarrollar la historia sin interferencias, contratar a sus propios actores y equipo de rodaje y tenía el privilegio del final cut, algo inaudito para un director novel. El joven Welles había pasado los primeros cinco meses de su contrato con RKO Pictures intentando sacar adelante sin éxito varios proyectos. La revista de entretenimiento The Hollywood Reporter dijo: «En los platós de RKO se hacen apuestas sobre si el acuerdo con Orson Welles acabará sin que Orson haya hecho una sola película». En un principio, Welles trató de adaptar El corazón de las tinieblas, pero preocupaba la idea de rodarla enteramente con planos desde el punto de vista de los personajes. También consideró adaptar la novela de Cecil Day-Lewis The Smiler With The Knife, pero comprendió que para desafiarse a sí mismo en un nuevo medio tenía que escribir una historia original.
El guionista Herman J. Mankiewicz, quien en un principio había sido contratado por Welles para trabajar en el programa de radio The Campbell Playhouse, trabajó con este en el guion de su nueva película. Mankiewicz solamente tenía dos guiones acreditados desde 1935 y necesitaba el trabajo. No existe consenso entre los historiadores sobre de quién fue la idea de basarse en William Randolph Hearst para el personaje de Charles Foster Kane. Welles afirmaba que fue idea suya, mientras que la crítica cinematográfica Pauline Kael, en su ensayo Raising Kane, y el antiguo compañero de negocios de Welles, John Houseman, alegaron que fue idea de Mankiewicz. Durante algún tiempo, Mankiewicz quiso redactar un guion sobre una figura pública, quizás un gánster, cuya historia sería contada por la gente que lo conoció.
Mankiewicz ya había escrito una obra inédita titulada The Tree Will Grow y que giraba en torno a John Dillinger. A Welles le gustaba la idea de aunar varios puntos de vista, pero no estaba interesado en Dillinger. Mankiewicz y Welles hablaron sobre tomar a otra persona como modelo. Así fue que dieron con la idea de usar a Hearst como su personaje principal. Mankiewicz había frecuentado las fiestas de Hearst hasta que le negaron la entrada por sus problemas con el alcohol. El guionista estaba molesto por ello y se obsesionó con Hearst y con Marion Davies. Hearst era un hombre con mucha influencia y era capaz de tomar represalias dentro de Hollywood así que Welles tuvo a Mankiewicz trabajando en el guion fuera de la ciudad. Debido a los problemas del guionista con la bebida, Houseman fue con él para ayudarlo y asegurarse de que estaba centrado. Welles también buscó inspiración en Howard Hughes y Samuel Insull. Aunque Mankiewicz y Houseman se llevaban bien con Welles, incorporaron muchos de los rasgos de este al personaje, como por ejemplo, su mal genio.
Durante su producción, Citizen Kane fue conocida como RKO 281. La mayor parte del rodaje tuvo lugar entre el 29 de junio y el 23 de octubre de 1940 en lo que ahora es el Stage 19, en el plató Paramount en Hollywood. También se rodó en el Parque Balboa de San Diego, el Zoológico de San Diego, ambos en California, y el Castillo de Oheka en Huntington (Nueva York) para representar la finca Xanadú. Welles impidió que los ejecutivos del estudio visitasen el plató. Entendía su deseo de controlar los proyectos y sabía que estaban esperando que hiciese una película apasionante a la altura de su emisión radiofónica de La guerra de los mundos. El contrato de Welles con RKO le había proporcionado un control total sobre la producción de la película, una oportunidad que jamás volvió a tener. De acuerdo con un pliego de costas de RKO de mayo de 1942, el filme costó 839 727 $, en comparación con un presupuesto estimado de 723 800 $.

### Controversia antes del estreno
Welles mantuvo el plató cerrado, limitó el acceso al metraje y controló la publicidad de Citizen Kane para asegurarse de que su inspiración en la vida de Hearst se mantuviese en secreto. El material publicitario indicaba que la fuente de inspiración de la película era Fausto. RKO esperaba estrenar la película a mediados de febrero de 1941. Las revistas nacionales habían anticipado varias fechas de estreno y hubo un pase previo para unos pocos elegidos el 3 de enero de 1941. La revista Friday publicó un artículo comparando a Kane con Hearst punto por punto y documentando cómo Welles había engañado a Louella Parsons, corresponsal en Hollywood para los periódicos de Hearst, y la había dejado en ridículo públicamente. Según se informaba, ella estaba furiosa y exigía un anticipo inmediato de la película. James G. Stewart, quien estuvo presente en la proyección de la película, dijo que ella abandonó la sala. Poco después, Parsons llamó a George Schaefer y amenazó a RKO con demandarles si estrenaban Citizen Kane. Al día siguiente, el titular de portada de Daily Variety era: «Hearst proscribe a RKO de los periódicos». A las dos semanas, la prohibición se reducía sólo a Citizen Kane.
The Hollywood Reporter publicó el 13 de enero del mismo año en primera plana que los periódicos de Hearst estaban a punto de difundir una serie de editoriales atacando a Hollywood por contratar a refugiados e inmigrantes para trabajos que podían ser para estadounidenses. El objetivo era presionar a los otros estudios para forzar a RKO a darle carpetazo a Citizen Kane. Poco después, Nicholas Scheck, jefe de la empresa matriz de Metro-Goldwyn-Mayer, le hizo una oferta a Schaefer en nombre de Louis B. Mayer y otros ejecutivos de Hollywood para reembolsar las pérdidas a RKO si destruía la película. Una vez que el equipo legal de RKO tranquilizó a Schaefer, el estudio anunció el 21 de enero que Citizen Kane sería estrenada según lo previsto y con una de las mayores campañas de promoción que la compañía había hecho nunca. Schaefer trajo a Welles a Nueva York para una proyección privada de la película con los jefes corporativos de los estudios en Nueva York y sus respectivos abogados. No hubo objeciones a que el filme se estrenase, siempre que se hicieran ciertos cambios como, por ejemplo, eliminar o suavizar las referencias específicas que pudieran ofender a Hearst. Welles estuvo de acuerdo y el montador Robert Wise se encargó de reducir las 2 horas, 2 minutos y 40 segundos que duraba la película a una hora, 59 minutos y 16 segundos. Este nuevo montaje de Citizen Kane satisfizo a los abogados de las compañías.

## Guion

### Desarrollo

#### Mankiewicz como coguionista
De acuerdo con el historiador cinematográfico Clinton Heylin, «Citizen Kane fue una idea original de Orson Welles, quien a principios de 1940 trató la idea con John Houseman, quien sugirió que ambos fueran a Los Ángeles». Robert L. Carringer, autor de The Making of Citizen Kane, describe las primeras etapas del guion de la siguiente manera:

El primer paso de Welles en la realización de Citizen Kane fue buscar la ayuda de un guionista profesional. Por fortuna, la ayuda estaba a mano [...] Cuando Welles se mudó a Hollywood, coincidió que un veterano guionista, Herman Mankiewicz, se estaba recuperando de un accidente automovilístico y no estaba trabajando en ese momento [...] Mankiewicz, quien había estado trabajando en Broadway, había escrito películas durante casi quince años.

Mankiewicz conoció al magnate de la prensa William Randolph Hearst gracias a su amistad con Charles Lederer, otro guionista de Hollywood que era sobrino de Marion Davies, la amante de Hearst. Según la crítica de cine Pauline Kael, Mankiewicz acabó viendo a Hearst como «una figura tramposa, calculadora y maquiavélica» y tanto él como Lederer a menudo escribían e imprimían parodias de los periódicos de Hearst.
De acuerdo con Harlan Lebo, Mankiewicz era «una de las personalidades más conocidas de Hollywood». Era el hermano mayor del productor y director Joseph Mankiewicz y había escrito para The New Yorker y The New York Times antes de trasladarse a Hollywood en 1926. Cuando Welles contactó con él, Mankiewicz «se consideraba a sí mismo como una inteligencia excepcional, un escritor de extraordinario talento, [y] amigo de algunos de los más brillantes artistas de la pantalla [...] Escribía diálogos del más alto calibre». Según John Houseman, compañero y gran amigo de Welles, el comportamiento de Mankiewicz era un «escándalo público y privado. [Él era] un bebedor neurótico y homófobo y un adicto al juego». Houseman añade, sin embargo, «que era uno de los hombres más inteligentes, informados, ingeniosos, humanos y encantadores que he conocido». A pesar de estas aparentes contradicciones en su personalidad, según Lebo, Welles «reconoció las habilidades del guionista y confió en él». El mismo Orson Welles comentó más tarde: «Nadie era más miserable, más amargado y más divertido que 'Mank'; un monumento perfecto a la autodestrucción. Pero cuando no se ensañaba directamente contigo, era la mejor compañía del mundo».
Anteriormente, Welles se había comprometido con Mankiewicz para hacer el guion del fallido proyecto de The Smiler with a Knife. Sin embargo, ahora Welles le encargó a Mankiewicz, según Lebo, «que trabajase en un guion original, no en una adaptación como hubieran sido sus dos primeros proyectos». 
Welles, a continuación, viajó a Nueva York y desesperadamente «suplicó a Houseman y le persuadió de que volviera a Los Ángeles para controlar a Mankiewicz y el plan de escritura». Esto se debía, según Robert L. Carringer, a que Welles temía que los problemas con la bebida de Mankiewicz afectasen al guion. La conversación entre Welles y Houseman tuvo lugar durante una comida en el restaurante 21 Club de Nueva York. En dicha comida, Welles le describió el nuevo proyecto a Houseman como: «poco más que una idea, pero una idea fascinante». Houseman escribió al respecto:

Mankiewicz era alguien en quien no se podía confiar. Le pregunté a Welles por qué no tomaba el control de la idea y escribía el guion él mismo. Me contestó que no quería hacer eso. Además, 'Mank' había pedido que yo trabajase con él. En nombre de nuestra antigua asociación, Orson me rogó que fuese a hablar con Mankiewicz y, si compartía su entusiasmo, quedarme y trabajar como colaborador y editor suyo hasta que el guion estuviese hecho. Fue una absurda aventura, y esa noche Orson y yo volamos de vuelta a California.

Houseman recordó que Mankiewicz, durante su convalecencia, había «revivido una idea gestada hacía tiempo sobre hacer una película biográfica en la que la vida de un hombre sería llevada a la pantalla después de su muerte a través de los recuerdos y opiniones de quienes mejor lo conocieron». Y las nuevas ideas de Welles, según Lebo «encajaban bien con este concepto y había considerado que un editor de periódicos era la opción ideal para la historia»:

«He estado prestando atención a un viejo concepto, la idea de contar varias veces la misma cosa y mostrar exactamente lo mismo desde puntos de vista completamente distintos», dijo Welles. «A 'Mank' le gustaba la idea, así que empezamos a buscar el hombre sobre el que iba a tratar la historia [...] alguna gran figura estadounidense.[...] Howard Hughes fue nuestra primera opción. Pero pronto nos fijamos en los magnates de la prensa».

En febrero de 1940, Mankiewicz fue puesto en la nómina del Mercury Theatre para trabajar en un guion con Houseman. Clinton Heylin afirma que Mankiewicz «probablemente pensara que Welles tenía poca experiencia como guionista [...] [y] pudo incluso haber sentido que John Citizen, USA, título provisional de Welles, era un proyecto que podía hacer suyo». El proceso de escritura comenzó a finales de febrero o principios de marzo y concluyó a comienzos de mayo de 1940. Aún incapacitado con la pierna rota, Mankiewicz estaba contento de trabajar con Welles y se formó una alianza entre ellos, según hizo notar Houseman. Esta combinación de «un nuevo director con desparpajo, un estudio nervioso y un genio errático» dio lugar a Citizen Kane en lo que Houseman llamó «una absurda aventura».
Después de finalizar el guion de Citizen Kane, Mankiewicz dio una copia a Lederer, lo que según Kael fue algo insensato:

Estaba tan orgulloso de su guion que dio una copia a Charles Lederer. De alguna manera, Mankiewicz debía creer que Lederer estaría satisfecho con lo bueno que era. Pero Lederer aparentemente estaba profundamente molesto y les llevó el guion a su tía y a Hearst. Este último se lo pasó a sus abogados [...] Probablemente fue culpa de la idiota indiscreción de Mankiewicz que varias fuerzas se pusieran en marcha para cancelar el estreno en el Radio City Music Hall y auspiciar el fracaso comercial de Citizen Kane.

Lederer, por el contrario, le contó al director Peter Bogdanovich que Kael no estaba en lo cierto, mencionando que «nunca se molestó en corroborar los hechos» con él. De acuerdo con Lederer, él nunca le dio el guion a Davies. Lederer explica:

Se lo di de vuelta a él. Me preguntó si pensaba que Marion se ofendería y le dije que no lo creía.

#### Hearst como inspiración
De acuerdo con la crítica cinematográfica Pauline Kael, la idea de hacer una película sobre Hearst ya se había apoderado de Mankiewicz cuando trabajaba en The New York Times en 1925. Kael se enteró de que la niñera de la familia, Marion Fisher, una vez escribió a máquina «un guion que él le dictaba y que estaba organizado en flashbacks. Fisher recuerda que él apenas había empezado a dictar, lo cual continuaría durante varias semanas, cuando ella observó que la historia parecía tratar sobre William Randolph Hearst, a lo que él le dijo, 'eres una chica lista'».
En Hollywood, como ya se ha dicho, Mankiewicz había asistido a muchas de las fiestas de Hearst. El magnate también era un conocido de Welles. «Una vez que se tomó la decisión —escribe Don Kilbourne— Mankiewicz, Welles y John Houseman, cofundador del Mercury Theatre, alquilaron un sitio en el desierto y comenzaron la tarea de crear 'Citizen Kane'». Ese sitio en el desierto estaba en el histórico rancho Verde, en el río Mojave en la ciudad de Victorville. En años posteriores, Houseman atribuyó a Mankiewicz todo el mérito de la creación del guion de Citizen Kane y a Welles el de la producción visual de la película.
Mankiewicz fue contratado por Mercury Productions simplemente como corrector del guion para no tener que reconocerle el trabajo. Según el contrato de Welles con RKO, solamente se le reconoce a este como guionista de la película por haber escrito un borrador del guion compuesto de 300 páginas de diálogos y algunas indicaciones de rodaje con el título de John Citizen, USA.

### Debate sobre la autoría
Uno de los debates más persistentes sobre Citizen Kane ha sido la verdadera autoría del guion, que los créditos atribuyen tanto a Herman J. Mankiewicz como a Orson Welles. El biógrafo de Mankiewicz, Richard Meryman, apunta que la disputa tenía varias causas, incluyendo la forma en la que se promocionó la película. Por ejemplo, cuando RKO estrenó la película en Broadway, el 1 de mayo de 1941, seguido de proyecciones en los cines de otras grandes ciudades, los programas publicitarios incluían fotografías de Welles con el rótulo «Un solo hombre que dirige, actúa y escribe». En una carta a su padre, Mankiewicz escribe: «Estoy especialmente furioso por la increíblemente insolente descripción de cómo Welles escribió su obra maestra. El hecho es que no hay una sola línea en la película que no estuviese ya escrita, escrita por mí, antes siquiera de que cualquier cámara estuviese encendida». El historiador cinematográfico Otto Friedrich afirma que Mankiewicz se sintió disgustado cuando oyó que Welles decía en la columna de Louella Parsons «Yo he escrito Citizen Kane», antes de que los créditos de la película se fijasen oficialmente.
De acuerdo con la crítica cinematográfica Pauline Kael, Rita Alexander, quien fue contratada para ser la secretaria personal de Mankiewicz, señaló que ella «escribió al dictado de Mankiewicz desde el primer hasta el último párrafo [...] y más tarde hizo la reescritura final y algunos cortes, además de ocuparse del guion en el estudio hasta después de que la película se rodase [..] [Ella afirmó que] Welles no escribió (ni dictó) una sola línea del guion que se rodó de Citizen Kane. Añadió también que el mismo Welles vino a cenar una o dos veces [...] [y] ella no lo conoció hasta que Mankiewicz terminó de dictar el primer y largo borrador». Sin embargo, Welles tenía su propia secretaria, Katherine Trosper, quien no fue entrevistada por Pauline Kael, que pasó a máquina las sugerencias y correcciones de Welles, las cuales fueron incorporadas a la versión final del guion.
No obstante, Mankiewicz fue a la Screen Writers Guild y declaró que él era el autor original. Posteriormente, Welles reivindicó que él había pensado todo el tiempo en unos créditos conjuntos, pero Mankiewicz alegó que Welles le ofreció una bonificación de diez mil dólares si le permitía llevarse todo el mérito. Según Pauline Kael, «Mankiewicz tenía abundantes pruebas de su autoría, y cuando las llevó a la Screen Writers Guild [...] Welles se vio obligado a compartir los créditos y a ocupar él el segundo lugar».
Kael sostiene que Mankiewicz fue el verdadero autor del guion y, por tanto, responsable en gran parte de lo que hizo importante a esta película. Esta postura, en su momento, no fue del agrado de muchos críticos, especialmente del crítico y cineasta (y gran amigo de Welles) Peter Bogdanovich, quien refutó muchas de las afirmaciones de Kael en un artículo para la revista Esquire titulado The Kane Mutiny (nombre que se podría traducir como El motín de Kane y que, a su vez, es un juego de palabras con la película, novela y obra de teatro El motín del Caine). Charles Lederer, guionista y una de las fuentes de Kael, insistió en que nunca se recurrió a la Screen Writers Guild para que arbitrase la cuestión de los créditos.
En un artículo escrito para Critical Inquiry, Robert L. Carringer afirma que la tesis planteada por Kael se basa en un temprano borrador escrito principalmente por Mankiewicz. Sin embargo, Carringer señala que los posteriores borradores aclaran la contribución de Welles al guion:

Afortunadamente, se conservan suficientes pruebas que aclaran el asunto. En los archivos de RKO General Pictures en Hollywood se ha guardado un registro prácticamente completo de los guiones de Citizen Kane, el cual proporciona información casi diaria del proceso de escritura [...] Las pruebas completas revelan que la contribución de Welles al guion de Citizen Kane fue no solo sustancial, sino también decisiva.

Carringer apunta que Mankiewicz contribuyó principalmente en los dos primeros borradores del guion. Estos primeros borradores ya establecían la mecánica de la trama y definían la historia a grandes rasgos. También introducían a los personajes principales e incluían numerosas escenas y frases que aparecerían de una u otra forma en la película. No obstante, Carringer también señala que Kane en el primer borrador parecía más bien una caricatura de Hearst, en lugar del personaje tan desarrollado que presenta finalmente la película. Asimismo, los primeros borradores no tenían el ingenio y la fluidez del filme que finalmente se rodó.
Según el crítico cinematográfico David Thomson, sin embargo, «nadie puede ahora negar la contribución de Herman Mankiewicz al concepto, la forma y el lenguaje mordaz del guion, pero nadie que haya visto la película las veces que se merece pensaría que Welles no es su auténtico padre». Carringer considera que por lo menos tres escenas se debieron exclusivamente al trabajo de Welles y, después de sopesar los distintos puntos de vista, incluyendo la declaración jurada del trabajador de Mercury Richard Baer, concluye: «Probablemente nunca lo sepamos con certeza, pero en cualquier caso, Welles por fin había encontrado un tema con la adecuada combinación de monumentalidad, actualidad y audacia». Harlan Lebo coincide con Carringer y añade: «Lo más importante, con diferencia, es subrayar el gran esfuerzo de los dos hombres por crear la mejor película de Hollywood».
Carringer comenta que Citizen Kane era peculiar en relación con las películas posteriores de Welles, en el sentido de que se trataba de material original más que de adaptaciones de otras fuentes. Asimismo, afirma que la principal contribución de Mankiewicz fue darle a Welles «lo que cualquier buen escritor debería ser capaz de proporcionarle: una sólida estructura donde poder contar su historia».
Por su parte, Welles expuso el proceso de colaboración con Mankiewicz en el guion de la película en una carta al periódico londinense The Times el 17 de noviembre de 1971:

Las ideas iniciales para esta película y su estructura básica fueron resultado de la colaboración directa entre nosotros; después de esto nos separamos y se hicieron dos guiones: uno escrito por el señor Mankiewicz en Victorville y el otro escrito por mí mismo en Beverly Hills [...] La versión final del guion [...] fue redactada a partir de ambas fuentes.

El investigador Richard B. Jewell, en su crónica sobre el estudio de la película titulada The RKO Story, concluyó lo siguiente:

Además de producir, dirigir e interpretar el papel de Kane, Welles merecía ser acreditado como co-autor (junto con Herman J. Mankiewicz) del guion. La crítico cinematográfica Pauline Kael argumenta lo contrario en un ensayo de 50 000 palabras sobre el tema, pero su discurso contra Welles es unilateral y no se apoya en los hechos.

### Charles Foster Kane

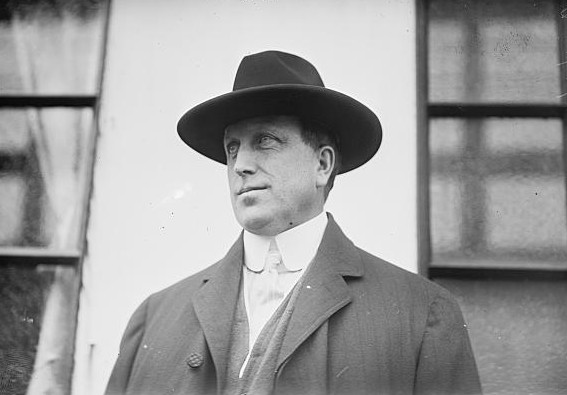
William Randolph Hearst fotografiado el 8 de octubre de 1910.

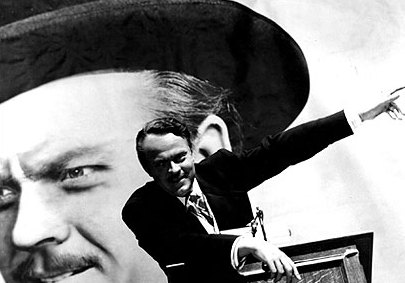
Orson Welles caracterizado como Charles Foster Kane en una fotografía publicitaria de la película.

### Jedediah Leland

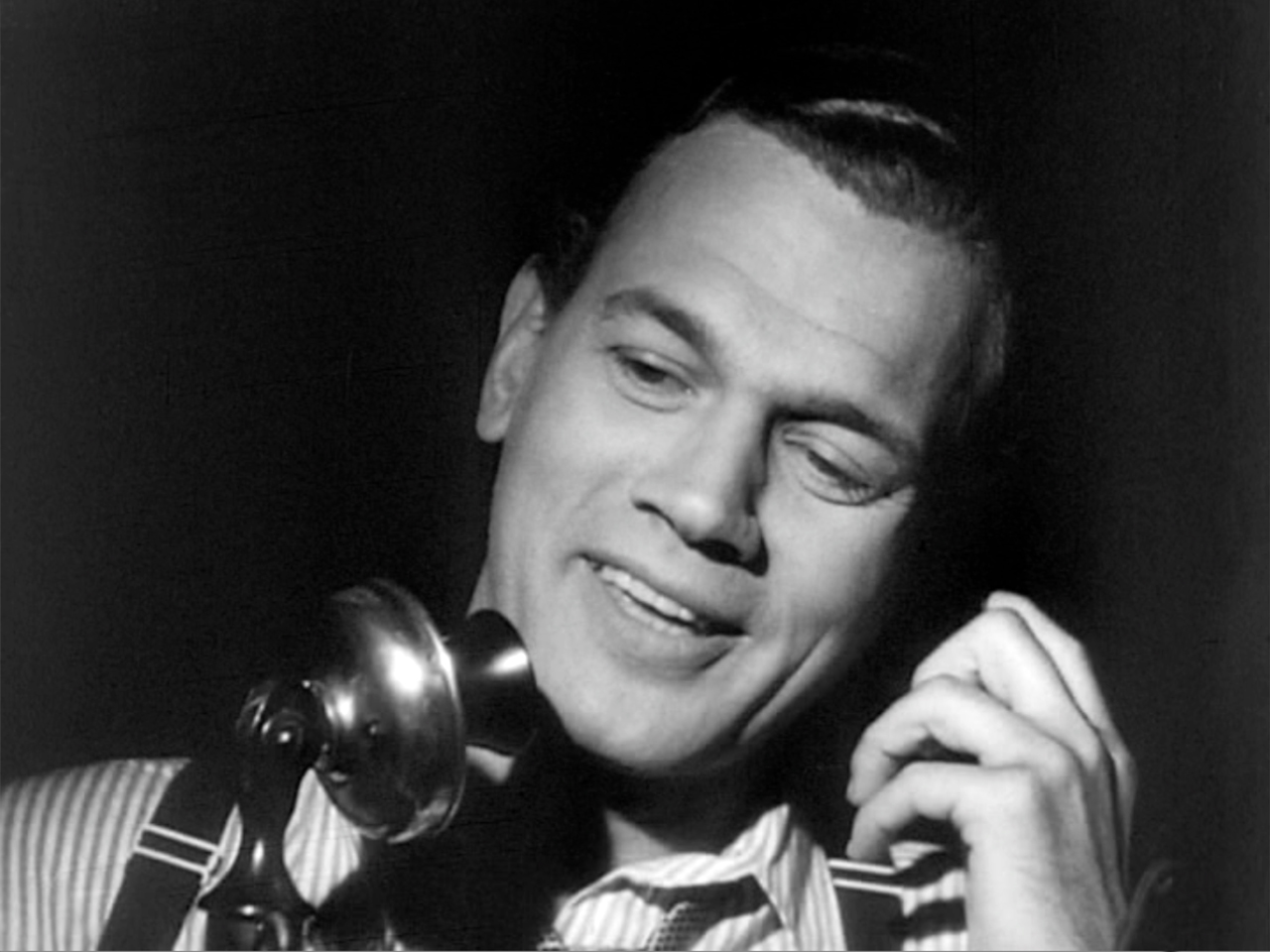
El papel de Jedediah Leland está interpretado por el actor y amigo de Welles, Joseph Cotten.

### Susan Alexander

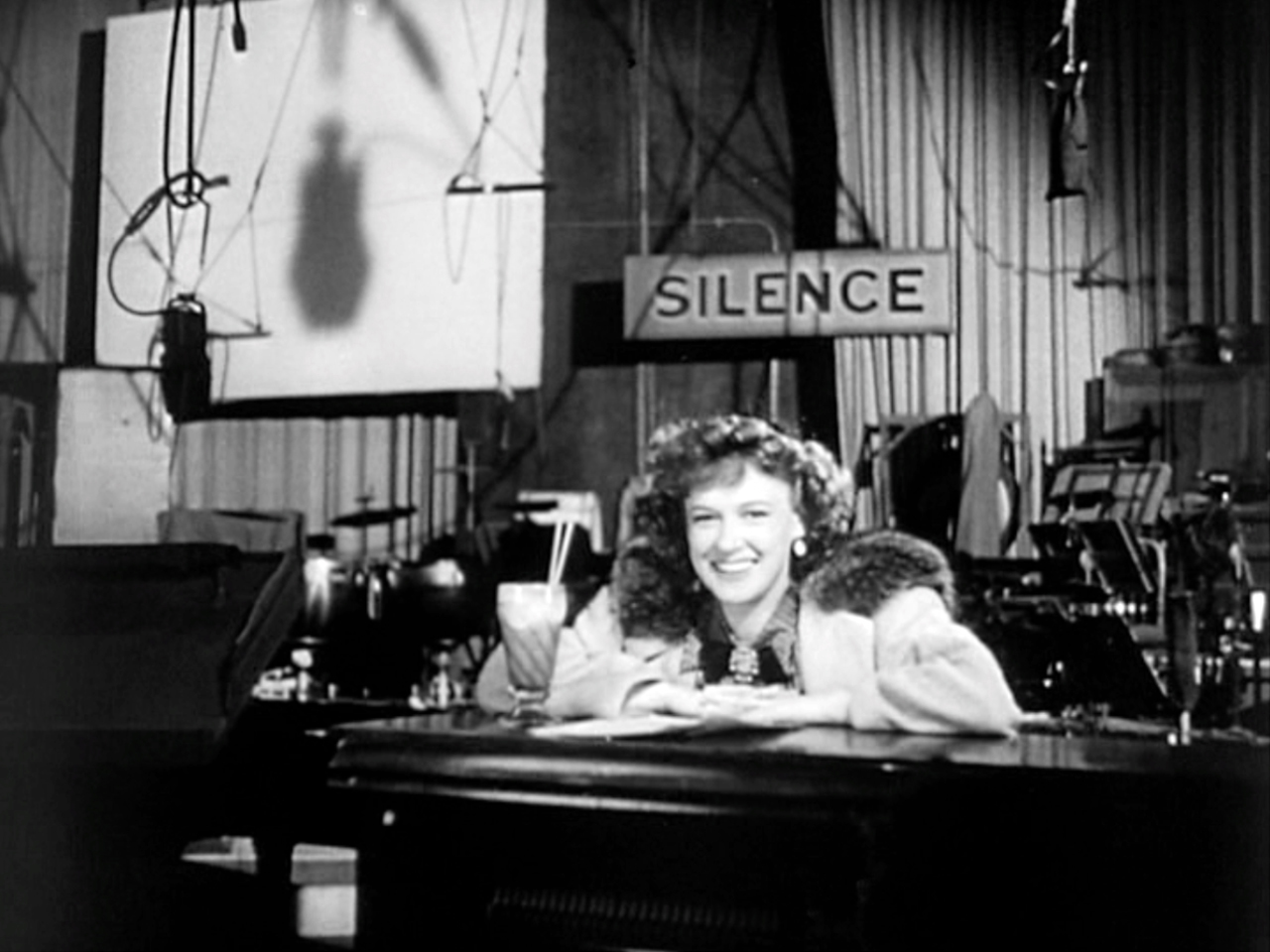
La actriz Dorothy Comingore en el set de rodaje de Citizen Kane, caracterizada como Susan Alexander.

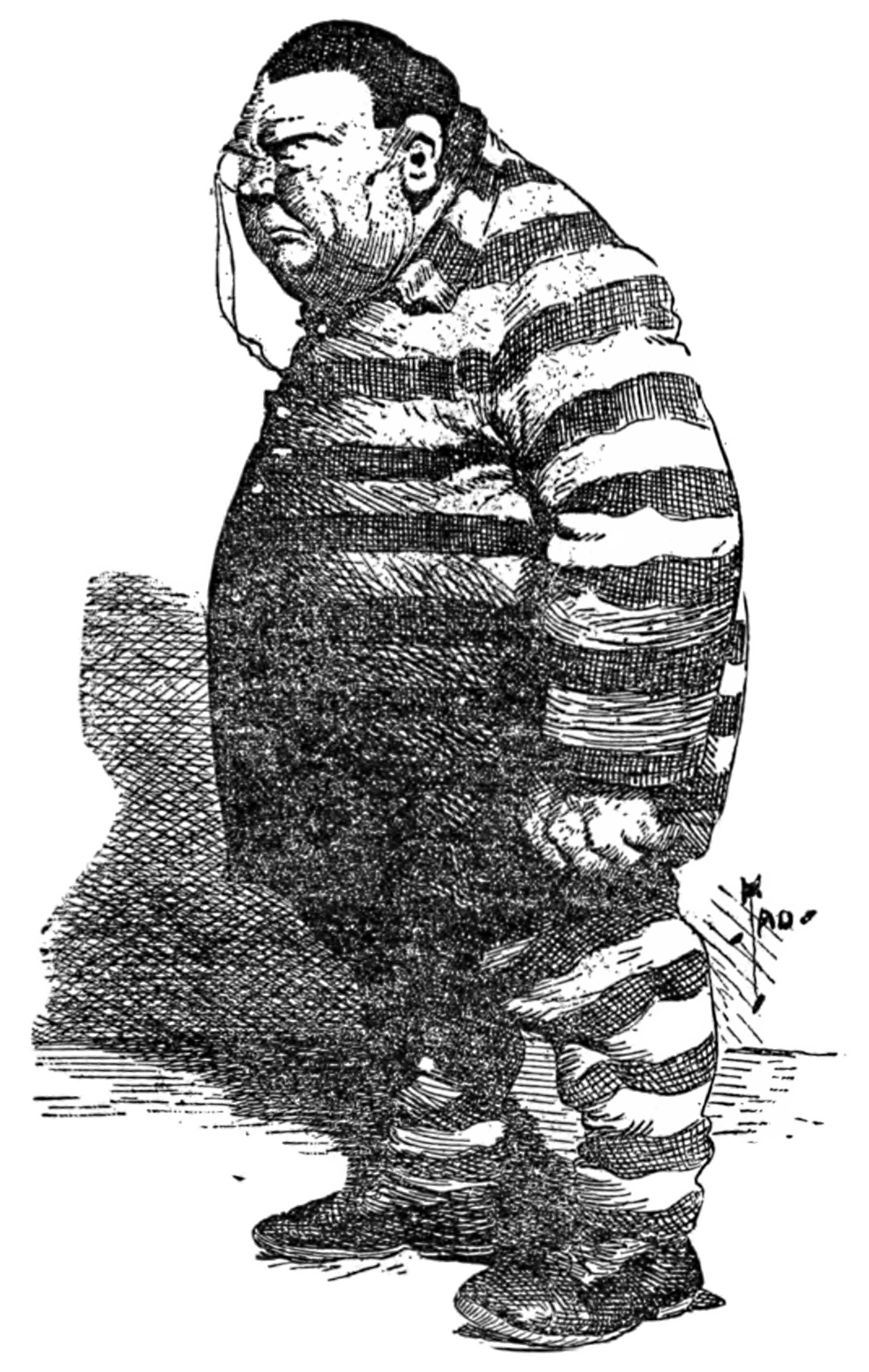
Charles F. Murphy según una caricatura del New York Journal-American, uno de los periódicos de Hearst.